# نجواگران
نجواگران (انگلیسی: The Whisperers) فیلمی به کارگردانی برایان فوربز است که در سال ۱۹۶۷ منتشر شد. از بازیگران آن می‌توان به ادیث ایوانز، رابرت راسل، لئونارد راسیتر، نانته نیومن و مارگارت تیزک اشاره کرد.
ادیث ایوانز موفق شد برای بازی در این فیلم برای دریافتِ جایزه اسکار بهترین بازیگر نقش اول زن نامزد شود.